# Čierna hora
Die Čierna hora (deutsch „Schwarzer Berg“) ist ein kleiner Gebirgszug im Osten der Slowakei, Teil des Slowakischen Erzgebirges. Das Gebirge befindet sich etwa zwischen der Großstadt Košice im Südosten und den Gemeinden Krompachy im Nordwesten und Kysak im Nordosten und ist etwa 250 km² groß. Der höchste Berg ist die Roháčka (1029 m n.m.) zwischen Margecany und Kluknava.
Das Gebiet der Čierna hora wird durch den Fluss Hornád entwässert. Innerhalb des Gebirges liegt der in den 1960er Jahren errichtete Stausee Ružín, der hauptsächlich der Wasserversorgung, aber auch der Erholung dient.
In den niederen Lagen wachsen zumeist Buchen, in den höheren hingegen kommen Fichten und Mischwald vor.
Das Gebirge selbst ist nur dünn besiedelt. Durch den Gebirgszug verläuft ein Teil der Hauptbahn von Košice nach Žilina mit größeren Eisenbahnknoten in Margecany und Kysak.